# Delos R. Ashley

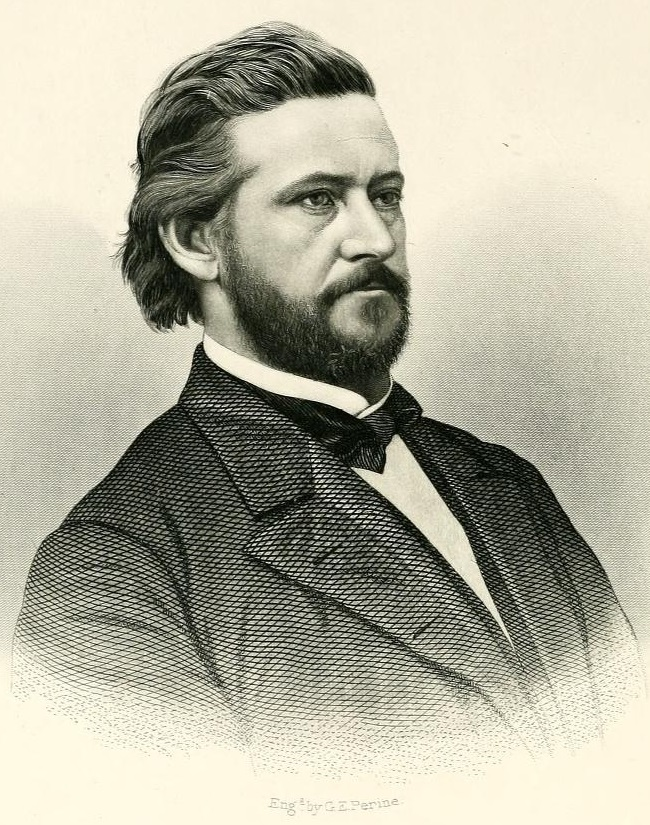
Delos R. Ashley

Delos Rodeyn Ashley (* 19. Februar 1828 in The Post, Arkansas; † 18. Juli 1873 in San Francisco, Kalifornien) war ein US-amerikanischer Politiker. Zwischen 1865 und 1869 vertrat er den Bundesstaat Nevada im US-Repräsentantenhaus.

## Frühe Jahre und politischer Aufstieg
Delos Ashley genoss eine akademische Ausbildung. Er studierte Jura und wurde im Jahr 1849 als Rechtsanwalt zugelassen. Im gleichen Jahr zog er nach Kalifornien, wo er in Monterey als Rechtsanwalt arbeitete. Zwischen 1851 und 1853 war er dort auch Bezirksstaatsanwalt. Ashley wurde Mitglied der neugegründeten Republikanischen Partei. Zwischen 1854 und 1855 war er Abgeordneter im Repräsentantenhaus von Kalifornien und von 1856 bis 1857 gehörte er dem Staatssenat an. In den Jahren 1862 und 1863 amtierte er als State Treasurer von Kalifornien.

## Kongressabgeordneter und weiterer Lebenslauf
Im Jahr 1864 zog Delos Ashley nach Virginia City in Nevada. Dort war er zunächst als Rechtsanwalt tätig. Bei den Kongresswahlen des Jahres 1864 wurde er als republikanischer Kandidat in das US-Repräsentantenhaus gewählt. Dort löste er am 4. März 1865 Henry G. Worthington ab, der den Staat seit dem Beitritt zu den Vereinigten Staaten im Oktober 1864 vertreten hatte. Nach einer Wiederwahl im Jahr 1866 konnte Ashley sein Mandat im Kongress bis zum 3. März 1869 ausüben. Bei den Wahlen des Jahres 1868 kandidierte er nicht mehr. Sein Sitz ging dann an Thomas Fitch.
Nach dem Ende seiner Zeit im Kongress zog er nach Pioche im Lincoln County in Nevada, wo er wieder als Rechtsanwalt arbeitete. Aus gesundheitlichen Gründen zog er 1872 nach San Francisco, wo er am 18. Juli 1873 verstarb.